# Тарасівка (Лопатинський старостинський округ)
Тара́сівка — село в Україні, в Оратівській селищній громаді Вінницького району Вінницької області. Розташоване на лівому березі річки Безіменна (притока Гнилої) за 12 км на захід від смт Оратів та за 7 км від станції Оратів. Населення становить 53 особи (станом на 1 січня 2018 р.). 

## Історія
12 червня 2020 року, відповідно розпорядження Кабінету Міністрів України № 707-р «Про визначення адміністративних центрів та затвердження територій територіальних громад Вінницької області», село увійшло до складу Оратівської селищної громади.
19 липня 2020 року, в результаті адміністративно-територіальної реформи та ліквідації Оратівського району, село увійшло до складу Вінницького району.

## Галерея

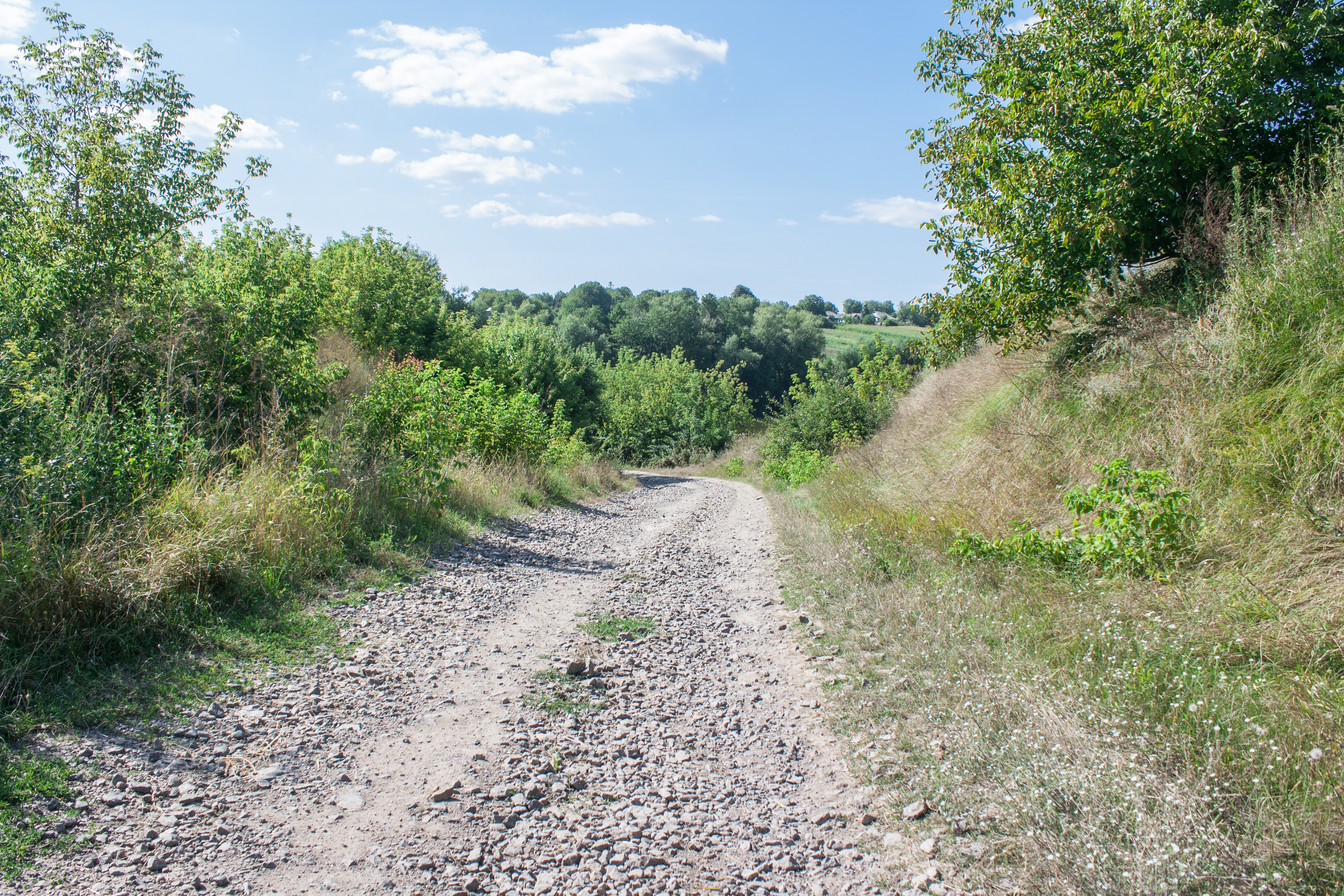
В'їзд у село
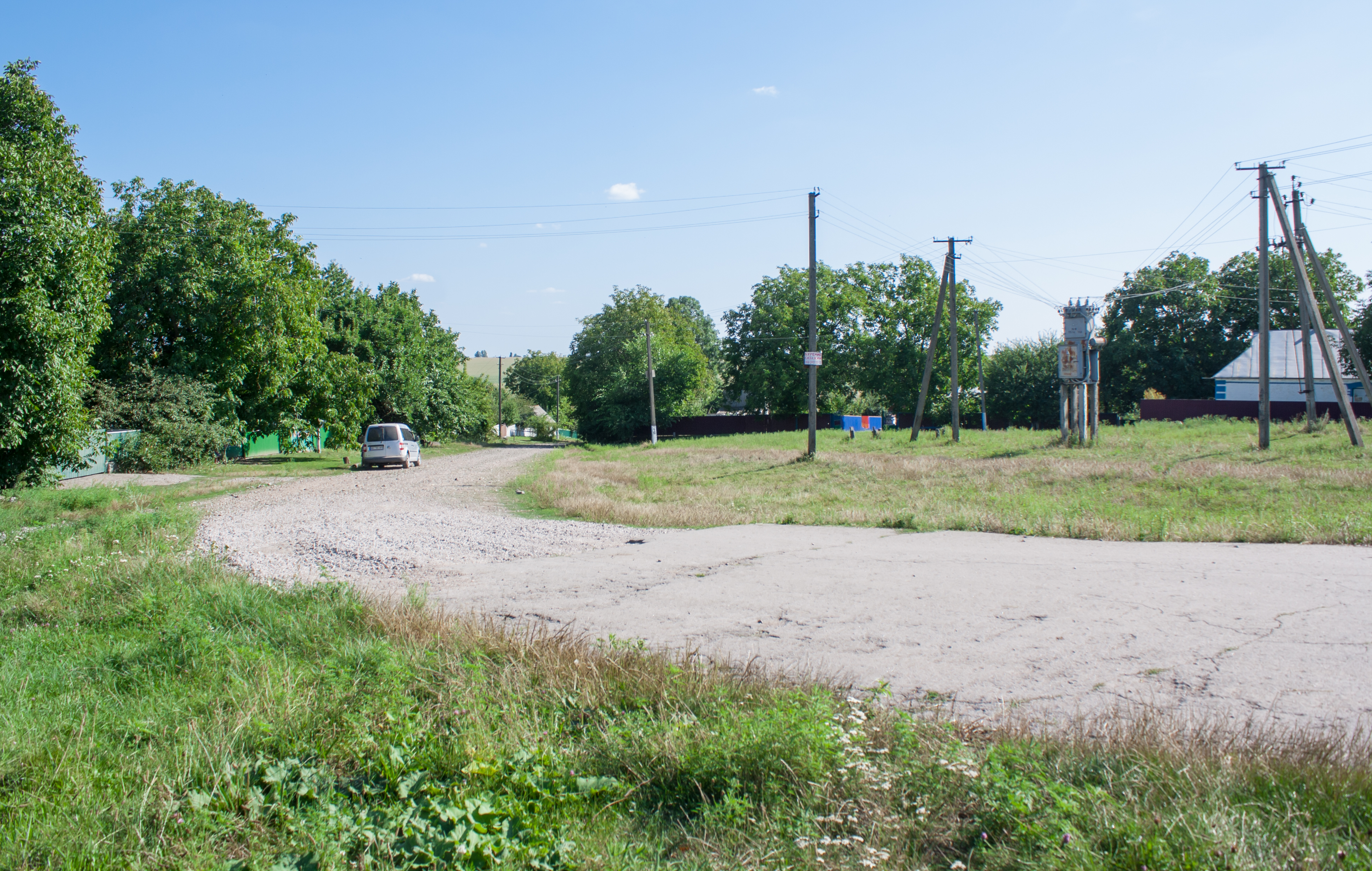
Головна вулиця
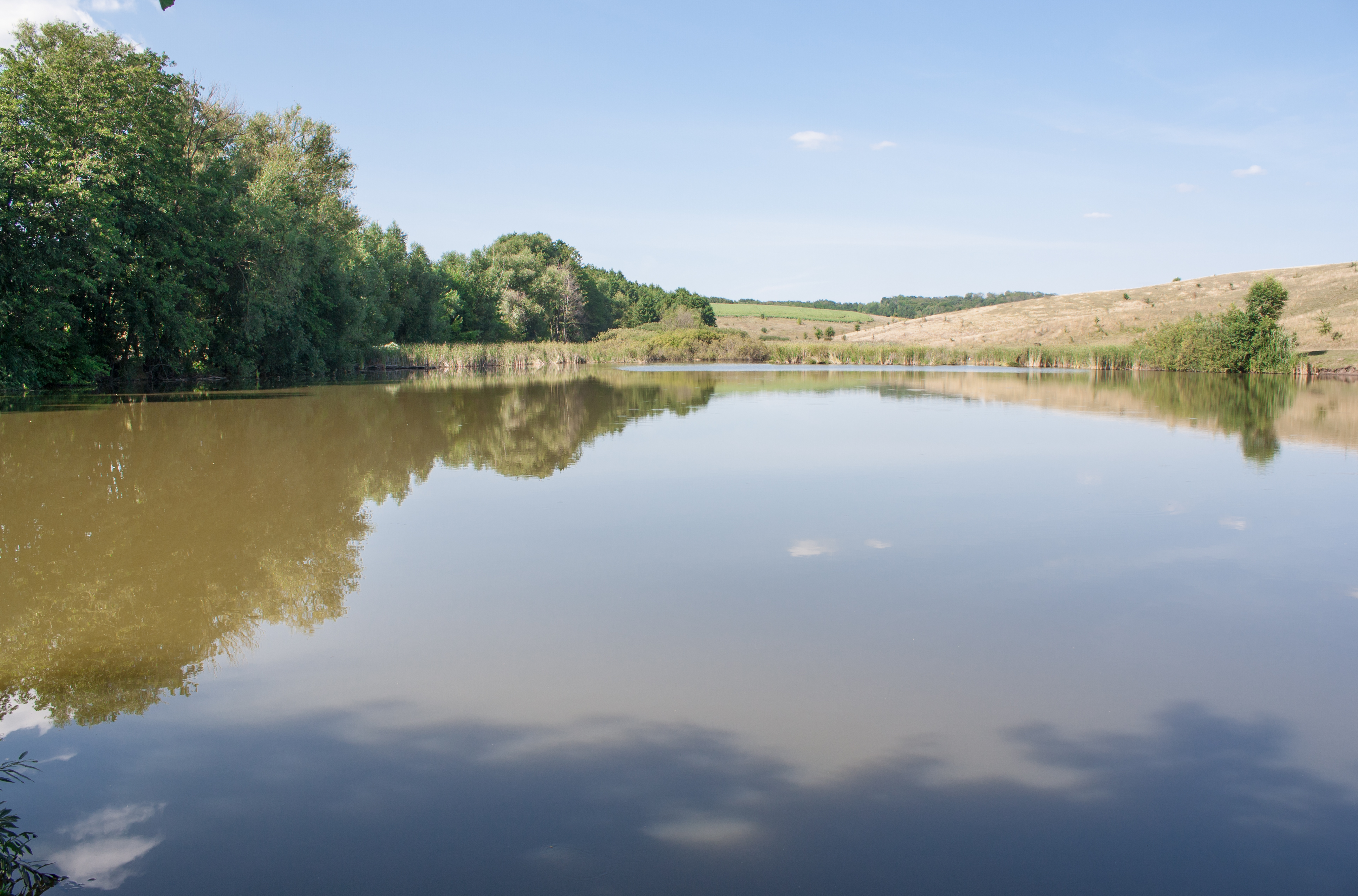
Ставок